# NGC 4945A
NGC 4945A (другие обозначения — ESO 219-28, PGC 45380) — галактика в созвездии Центавр.
Этот объект не входит в число перечисленных в оригинальной редакции «Нового общего каталога» и был добавлен позднее.